# Neuenstein (Hesse)
Neuenstein é um município da Alemanha, situado no distrito de Hersfeld-Rotemburgo, no estado de Hesse. Tem 64,84 km² de área, e sua população em 2019 foi estimada em 3.009 habitantes.